# 荒井利明
荒井 利明（あらい としあき、1947年 - ）は、日本の中国研究者。
元滋賀県立大学教授（現代中国論担当）。専攻は、現代中国論、中国地域文化論、中国語文献購読、現代中国特論。石川県出身。

## 経歴
東京大学教養学部在学中に中国の文化大革命に触れ、北京特派員を目指す。1971年に大学卒業後、読売新聞社に入社。1980年2月から北京特派員、1985年5月からバンコク特派員、1997年9月からロンドン特派員、1999年8月から論説委員を経て、2006年から滋賀県立大学教授、2013年同定年退職。
新聞社勤務の経験を生かし、「中国はどこへ向かっているのか」、「日中関係はいかにあるべきか」といった問いを探求している。。
サーチナで「「敗者」たちの叫び」という一連の連載を行っており、中国現代史の「負け組」とされ、中途失脚した指導者に焦点を当て、中国現代政治に今までとは異なる別の視点を提供した。連載内容は、後に『「敗者」からみた中国現代史』にまとめられ刊行された。日本日中関係学会と日中コミュニケーション研究会に所属している。

## 主な著書
- 『現代中国入門』（日中出版）
- 『東アジアの日・米・中』（日中出版）
- 『変貌する中国外交』（日中出版）
- 『違和感の中国』（亜紀書房）
- 『熱帯社会主義レポート』(亜紀書房)
- 『中国の希望』（亜紀書房）
- 『中国反逆者列伝』（平凡社新書）
- 『「敗者」からみた中国現代史』（日中出版）